# Orcuttia tenuis
Orcuttia tenuis là một loài thực vật có hoa trong họ Hòa thảo. Loài này được Hitchc. mô tả khoa học đầu tiên năm 1934.

## Hình ảnh

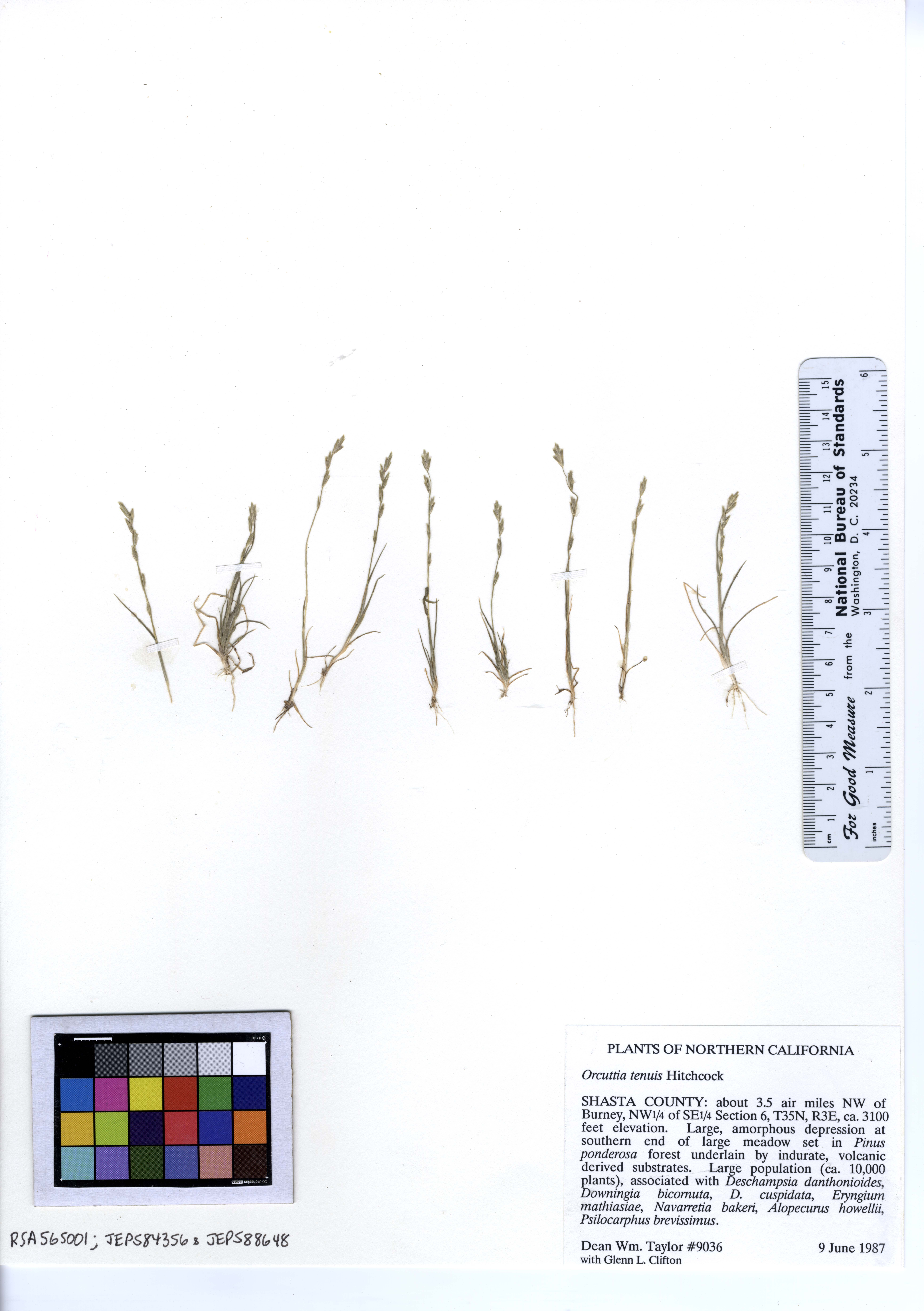
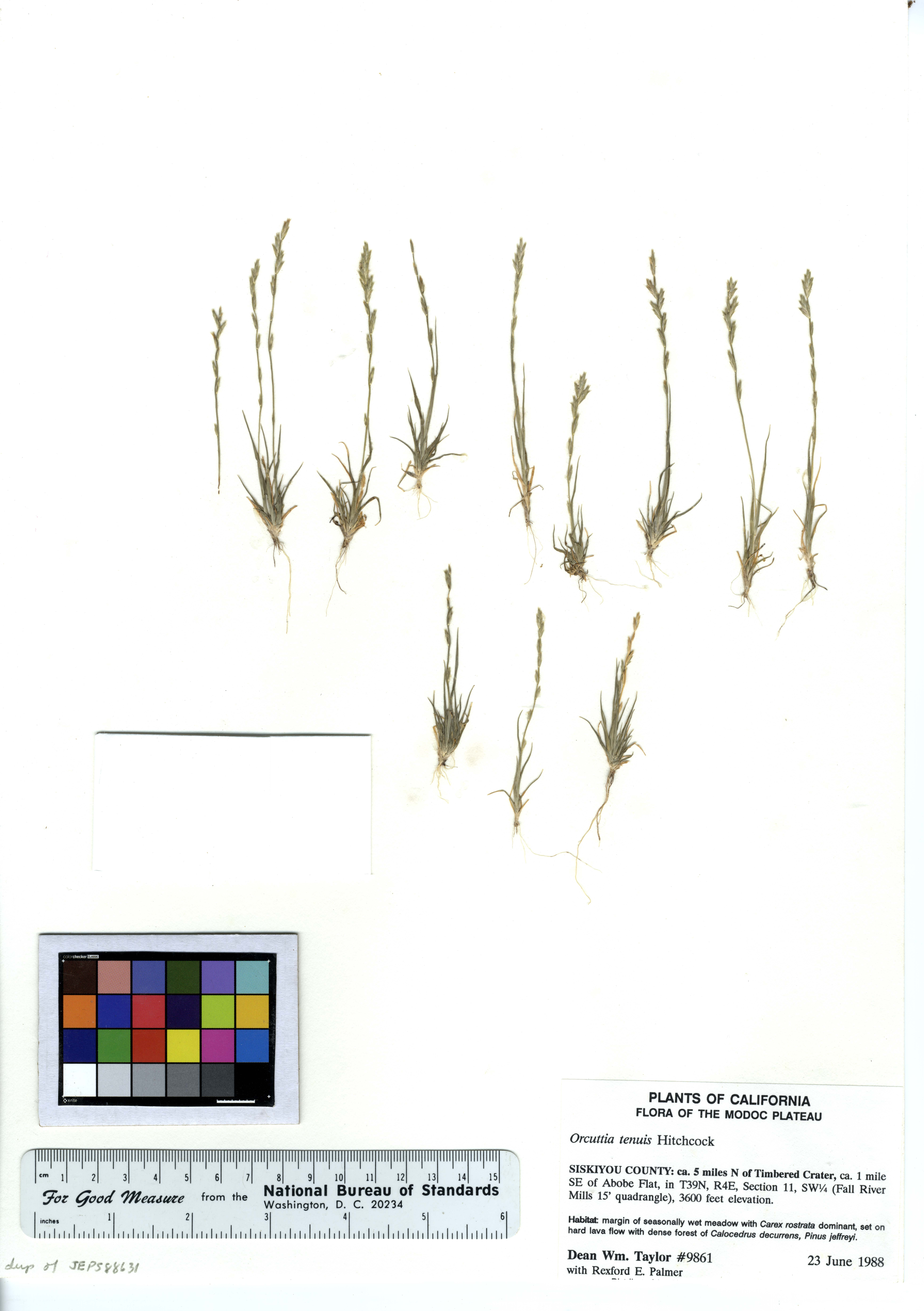